# María Mercedes Cagigas Amedo
María Mercedes Cagigas Amedo (Santander, Cantábria, 15 de agosto de 1979) é uma ex-ciclista de estrada espanhola. Representou a Espanha no Campeonato Mundial de Ciclismo em Estrada entre 1997 e 2005. A sua equipa profissional foi o Bizkaia-Durango durante as temporadas 2005-2006.

## Biografia
Seu treinador pessoal foi Matias Cagigas Fernández. Em 1996 ganhou o Campeonato da Espanha Júnior em estrada, o que a permitiu disputar o Campeonato Mundial Júnior na especialidade de contrarrelógio, sendo sexta classificada. Ao ano seguinte conseguiu ganhar no Campeonato da Espanha nas especialidades de rota e contrarrelógio, pelo que acedeu a.C.mpeonato do Mundo, onde foi terceira em contrarrelógio e quinta em estrada. Em 1998 voltou ao Campeonato Mundial Junior, sendo 34.ª classificada na contrarrelógio e quinta novamente na modalidade de rota.
Disputou os Jogos Olímpicos no ano 2000. O seu resultado foi o 48.º posto com um tempo de 3 horas 28 minutos e 29 segundos. Em 2002 foi terceira no Campeonato da Espanha de Ciclismo em Estrada, só por trás de Arantzatzu Azpiroz e de Anna Ramírez. Em 2004 foi novamente terceira no Campeonato da Espanha, ainda que na especialidade contrarrelógio. No Campeonato Mundial de Ciclismo em Estrada de 2004 seu resultado foi de 30.º posto, enquanto no Campeonato Mundial de Ciclismo em Estrada de 2005 não terminou a corrida. Chegou a ser líder da Copa da Espanha de Ciclismo em 2005 depois de impor no Troféu Roldán, mas finalmente adjudicou-se o título Alicia Palop.

## Resultados
- 1996
  -  Campeã da Espanha júnior de rota
- 1997
  - 3.ª no Campeonato Mundial júnior de contrarrelógio
  -  Campeã da Espanha júnior de rota
  -  Campeã da Espanha júnior de contrarrelógio